# Bosniaken in Kroatien
Bosniaken in Kroatien (bosnisch und kroatisch: "Bošnjaci u Hrvatskoj") sind eine der ethnischen Minderheiten der Republik Kroatien. Laut der kroatischen Volkszählung von 2021 gab es 24.131 Bosniaken oder 0,62 % der Gesamtbevölkerung, was sie nach Kroaten und Serben zur drittgrößten ethnischen Gruppe des Landes macht.
Bosniaken sind offiziell als autochthone nationale Minderheit anerkannt und wählen als solche einen Sondervertreter ins kroatische Parlament, den sie sich mit Angehörigen vier weiterer nationaler Minderheiten teilen. Die meisten Bosniaken leben in der Hauptstadt Zagreb (8.119), in Istrien (6.146) und Primorje-Gorski Kotar (4.877). In dem Dorf Maljevac gibt es auch eine bosniakische Gemeinde, daher auch die Moschee im Dorf.
Die Bosniaken Kroatiens sind überwiegend Muslime. Laut der kroatischen Volkszählung von 2021 bekennen sich 21.119 (87,52) zu diesem Bekenntnis. Ihnen folgen 1.113 (4,61 %) Bosniaken, die sich als Atheisten oder Nicht religiöse bezeichnen, und 367 (1,52 %), die sich als Agnostiker bezeichnen. 981 (4,07 %) Bosniaken hatten kein oder kein bekanntes Bekenntnis, während der Rest verschiedenen christlichen Konfessionen oder anderen Religionen angehörte.

## Politik
Die Bosniaken werden offiziell als autochthone nationale Minderheit anerkannt und stellen als solche seit 2003 gemeinsam mit den Albanern, Montenegrinern, Mazedoniern und Slowenen je einen Vertreter ins kroatische Parlament.
| Wahl                  | Vertreter              | Partei      | Nationalität | Zeitraum       |
| --------------------- | ---------------------- | ----------- | ------------ | -------------- |
| <b id="mwNA">2003</b> | Šemso Tanković         | SDAH        | Bosniake     | 2003–2011      |
| 2007                  | Šemso Tanković         | SDAH        | Bosniake     | 2003–2011      |
| 2011                  | Nedžad Hodžić          | BDSH        | Bosniake     | 2011–2015      |
| 2015                  | Ermina Lekaj Prljaskaj | Independent | Albanerin    | 2015–bis heute |
| 2016                  | Ermina Lekaj Prljaskaj | Independent | Albanerin    | 2015–bis heute |
| 2020                  | Ermina Lekaj Prljaskaj | Independent | Albanerin    | 2015–bis heute |